# Принстън
Вижте пояснителната страница за други значения на Принстън.
Принстън (на английски: Princeton) е град в окръг Мърсър, щата Ню Джърси, Съединените американски щати.
Населението на Принстън е 31 822 души спред приблизителна оценка от 2017 г.
В града се намира известният Принстънски университет.

## Известни личности
Родени в Принстън
- Пол Робсън (1898 – 1976), певец, актьор и общественик
- Айрис Чан (1968 – 2004), писателка

Починали в Принстън
- Алберт Айнщайн (1879 – 1955), физик
- Гроувър Кливланд (1837 – 1908), политик
- Фриц Махлуп (1902 – 1983), икономист
- Оскар Моргенщерн (1902 – 1977), икономист
- Робърт Опенхаймер (1907 – 1968), физик
- Хенри Ръсел (1877 – 1957), астроном
- Джон Файн (1903 – 1987), историк
- Франк Фетър (1863 – 1949), икономист
- Георгий Флоровски (1893 – 1979), богослов